# 웅구자섬
웅구자섬(Unguja) 또는 잔지바르섬은 아프리카 대륙 동쪽, 인도양에 있는 섬이다. 잔지바르 군도에서 가장 큰 섬이며 탄자니아에 속한다.